# Herbert Hirth
Herbert Hirth (* 23. Januar 1884 in Berlin; † 11. Oktober 1976) war ein deutscher Fußballspieler.

## Karriere

### Vereine
Herbert Hirth gehörte mit Saisonbeginn 1904/05 dem BFC Hertha 92 im Verband Berliner Ballspielvereine (VBB) als Abwehrspieler an. In der Folgesaison sicherte er sich mit seiner Mannschaft mit einem Punkt Vorsprung vor dem BFC Preussen erstmals den Berliner Meistertitel. Damit war er mit der Mannschaft als Teilnehmer an der Endrunde um die Deutsche Meisterschaft qualifiziert. In dieser kam er am 29. April 1906 beim 7:0-Viertelfinalsieg gegen den SC Schlesien Breslau in Dresden zu seinem ersten Einsatz. Das Halbfinalspiel am 6. Mai 1906, das er ebenfalls bestritt, ging im heimischen Berlin mit 2:3 gegen den späteren Deutschen Meister VfB Leipzig verloren.
Bis zu seinem Karriereende 1920 gewann er mit den Berlinern noch dreimal den Meistertitel des VBB. Aufgrund des Ersten Weltkrieges wurde in diesem Zeitraum jedoch keine Meisterschaft ausgetragen, wodurch er seinen beiden Endrundenspielen von 1906 keine weiteren hinzufügen konnte. In der Saison 1918/19 wurde seine Mannschaft nach der Hinrunde disqualifiziert, da der Verein einigen Spielern unerlaubt Handgeld gezahlt hatte. Alle restlichen Spiele zählten als Niederlage mit 0:0 Toren für die Hertha. In der Folgesaison durfte der Verein aber wieder am Ligabetrieb teilnehmen; jedoch zog der Verband die Mannschaft vom Spielbetrieb zurück.

### Auswahl-/Nationalmannschaft
Am 4. April 1909 bestritt er sein einziges Länderspiel für die A-Nationalmannschaft, die in Budapest gegen die Nationalmannschaft Ungarns ein 3:3-Unentschieden erzielte. Neben ihm kam mit Fritz Schulz ein weiterer Herthaner zum Einsatz, ebenfalls zu seinem einzigen, womit die beiden die ersten Nationalspieler in der Vereinsgeschichte des seit 7. August 1923 unter dem Namen Hertha BSC geführten Vereins wurden. Zudem nahm er als Spieler der Auswahlmannschaft des Verbandes Berliner Ballspielvereine an der zweiten Auflage des Wettbewerbs um den Kronprinzenpokal teil. Beim 5:2-Sieg über die Auswahlmannschaft des Märkischen Fußball-Bundes am 10. Oktober 1909 auf dem Sportplatz an der Rathausstraße, der Spielstätte des BTuFC Union 1892, unterlief ihm im Viertelfinale das Eigentor zum 2:2. Über den 9:1-Halbfinalsieg über die Auswahlmannschaft des Südostdeutschen Fußball-Verbandes zog seine Auswahlmannschaft ohne ihn ins Finale ein. Gegen die Auswahlmannschaft des Verbandes Süddeutscher Fußball-Vereine verlor seine Auswahl am 10. April 1910 auf dem Viktoria-Platz in Berlin vor 4000 Zuschauern mit 5:6 nach Verlängerung, in dem er nicht zum Einsatz kam.

## Erfolge
- Berliner Meister 1906, 1915, 1917, 1918
- Kronprinzenpokal Finalist 1908/09, Finalist 1910